# Xerantherix nossibianus
Xerantherix nossibianus är en insektsart som beskrevs av Brancsik 1893. Xerantherix nossibianus ingår i släktet Xerantherix och familjen Anisacanthidae. Inga underarter finns listade i Catalogue of Life.